# Aziartso
Aziartso (belarusiska: Азярцо) är en agropolis i Belarus. Den ligger i voblasten Minsks voblast, i den centrala delen av landet, 13 kilometer sydväst om huvudstaden Minsk. Aziartso ligger 249 meter över havet och antalet invånare är 1 247.

## Natur och klimat
Terrängen runt Aziartso är platt. Runt Aziartso är det ganska tätbefolkat, med 120 invånare per kvadratkilometer.. Närmaste större samhälle är Horad Mіnsk, 13,3 kilometer nordost om Aziartso.
Trakten runt Aziartso består till största delen av jordbruksmark.